# Futsal i Sverige
Futsal i Sverige spelas på amatörnivå och organiseras av Svenska Fotbollförbundet (SvFF). 2003 kom sporten till Sverige då nätverket futsal.se arrangerade SM. 2004 delade futsal.se för första gången ut priset Årets futsalspelare. 2005 spelades den första officiella landskampen då Sverige bjöds in till en av FIFA sanktionerad turnering i Iran. Sedan 2006 har Sverige spelat futsal enligt FIFA:s (det internationella fotbollsförbundet) regelverk. Futsal klassificerades då som den enda varianten av inomhusfotboll av Svenska Fotbollförbundet (SvFF). 2012 startade SvFF Sveriges herrlandslag i futsal och första landskampen i SvFFs regi spelades samma år mot Frankrike i Göteborg. Landslaget EM- och VM-kvalar.

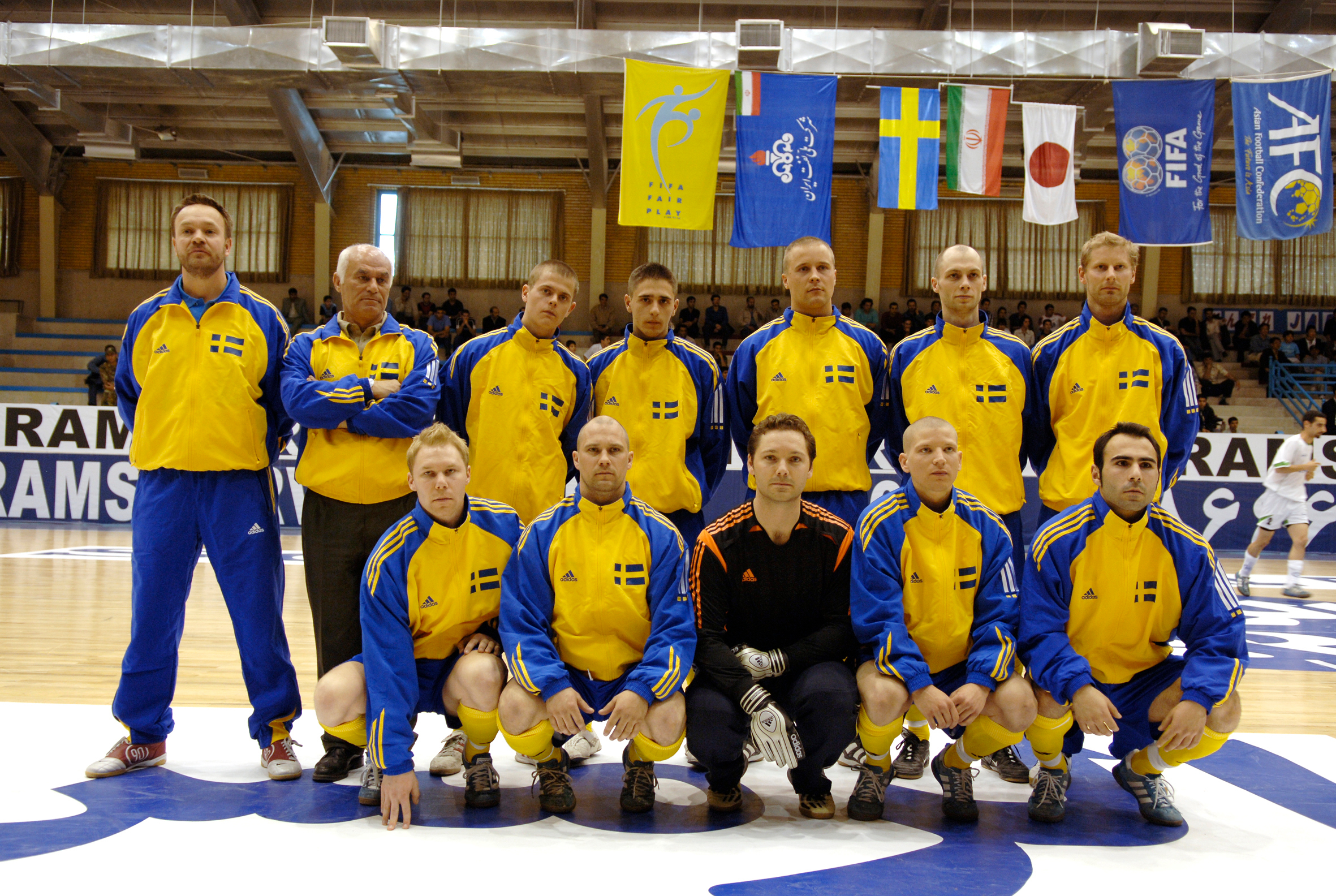
Det första landslaget i den första officiella turneringen av FIFA under mästerskapet i Iran 2007.

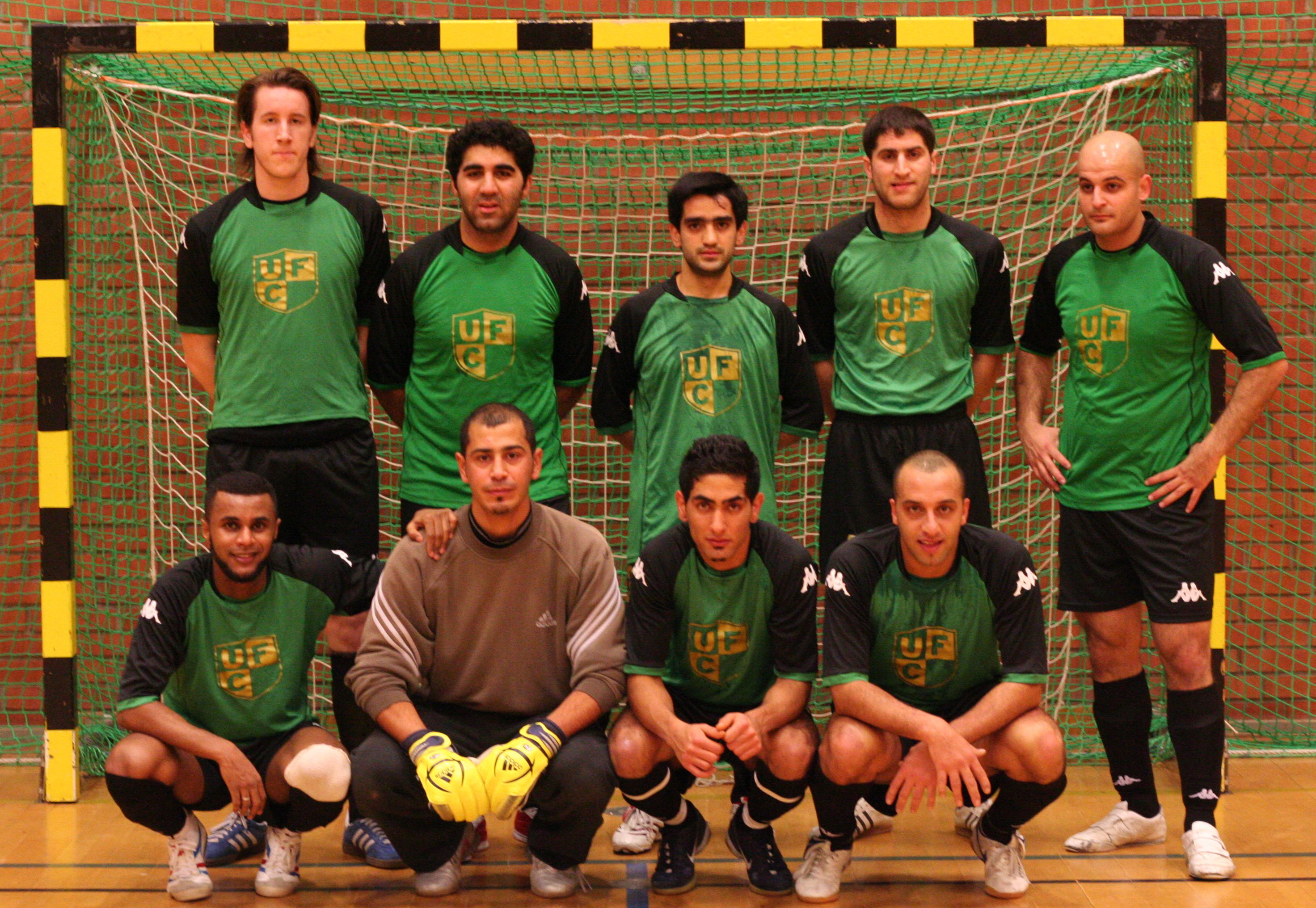
Sveriges första futsalförening och lag. Senare ombildat till Stockholm Futsal Club

Sveriges damlandslag i futsal spelade sin första landskamp i april 2018, i Örebro mot Tjeckien.

## Svenska mästerskapet
Från 2006 arrangeras SM i futsal av Svenska Fotbollförbundet. 

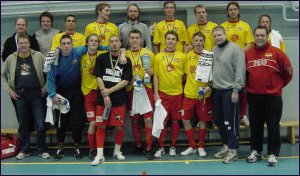
Det första svenska mästerskapet i futsal spelades 2004 och vanns av Tyresö FF.

| - 2004 — Tyresö FF - 2005 — Stockholm All Stars - 2006 — Skövde AIK - 2007 — Skövde AIK - 2008 — Skövde AIK - 2009 — Skövde AIK - 2010 — Vimmerby IF - 2011 — Falcao FC Stockholm - 2012 — FC Ibra - 2013 — Göteborg FC - 2014 — Malmö City - 2015 — Göteborg FC - 2016 — IFK Göteborg - 2017 — IFK Uddevalla - 2018 — IFK Uddevalla - 2019 — IFK Uddevalla - 2020 — Hammarby IF - 2021 — Hammarby IF - 2022 — Örebro SK | - 2006 — KIF Örebro DFF - 2007 — KIF Örebro DFF - 2008 — IK Gauthiod - 2009 — Gustafs GoIF - 2010 — Bollstanäs SK - 2011 — Vasalunds IF - 2012 — Torslanda IK - 2013 — Madesjö IF - 2014 — Madesjö IF - 2015 — Täby IF - 2016 — Lindahls FF - 2017 — Lindahls FF - 2018 — Falcao FC - 2019 — Falcao FC - 2020 — IFK Göteborg - 2021 — IFK Göteborg - 2022 — Gais |

### Fotnoter
1. ↑  ”Boken om futsal - Historia”. Arkiverad från originalet den 3 september 2019. https://web.archive.org/web/20190903092549/http://futsal.se/boken/historia/svensk-historia/. Läst 3 september 2019.
2. ↑  ”Pionjärerna -  Det första landslaget i futsal”. Arkiverad från originalet den 3 april 2019. https://web.archive.org/web/20190403220420/http://futsal.se/2010/07/pionjarerna-sveriges-forsta-landslag-i-futsal/. Läst 3 september 2019.
3. ↑  Jakob Runevad Kjellmer (1 april 2018). ”Sverige räddade oavgjort i första futsallandskampen”. SVT Sport. https://www.svt.se/sport/fotboll/sverige-raddade-oavgjort-i-forsta-futsal-landskampen/. Läst 1 april 2018.